# 5-та окрема важка механізована бригада (Україна)
5-та окрема важка механізована бригада (5 ОВМБр) — військове з'єднання Сухопутних військ Збройних сил України.
Бригада створена в 2016 році в складі Корпусу резерву як кадроване з'єднання під назвою 5-та окрема танкова бригада. 2023 року, після повномаштабного вторгнення, розгорнута, і пройшла навчання у Німеччині. Наприкінці 2024 року переформована на важку механізовану.

## Історія
Наприкінці березня — на початку квітня 2016 року, разом із 15-ю механізованою бригадою, 5-та танкова бригада брала участь у військових навчаннях у Херсонській області. У навчаннях удосконалювались елементи плану оборони Херсонської області з урахуванням того факту, що військово-політичне керівництво Російської Федерації з високою ймовірністю не відмовилось від намірів прокласти сухопутний коридор з території РФ до окупованого Криму. 5-та танкова бригада мала виконувати завдання в районах поруч з адміністративним кордоном України та окупованим півостровом.
У квітні 2017 року були проведені бригадні тактичні навчання з бойовою стрільбою 5 ОТБр на Чернігівщині. У ході проведення навчання вдень і вночі підрозділи відпрацювали тактичні та вогневі завдання з ураження противника в різних видах бою. Окрім штатних підрозділів бригади до участі в навчанні були задіяні також сили та засоби від частин Повітряних сил Збройних сил України, Сил спеціальних операцій, армійської авіації та Державної прикордонної служби України.
У серпні — вересні 2018 року тривало 45-денне бойове злагодження 5-ї танкової бригади Корпусу резерву. На той час вона була на 90 % укомплектована військовослужбовцями оперативного резерву другої черги. Особовий склад бригади пройшов відповідну фахову підготовку в навчальних центрах. На початку вересня відбувалося злагодження підрозділів бригади на рівні рот (батарей). 12 вересня відбулися бригадні навчання.
За даними видання Forbes 5-та танкова бригада фактично не існувала до осені 2023 року. На кінець 2023 року вона тренувалася в Німеччині й отримала на озброєння словенські танки M-55S та німецькі Leopard 1A5.
З вересня 2023 року один з підрозділів 5-ї окремої танкової бригади був переміщений на Схід України з метою виконання бойових завдань на Донецькому та Запорізькому напрямках.
З січня 2024 року завершив підготовку та, виконавши завдання зі злагодження, стрілецький батальйон бригади був залучений до виконання бойових завдань на Запорізькому напрямку в районі населеного пункту Роботино Оріхівського району.
З серпня 2024 року підрозділи бригади мужньо виконують бойові завдання зі стримування ворога на Курахівському (Покровському) напрямі Донецької області.
Наприкінці 2024-го року 5-а ОТБр переформована на 5-ту окрему важку механізовану бригаду.

## Структура
- 1-й танковий батальйон[8]
- 2-й танковий батальйон[9]
- Механізований батальйон[10]
- Артилерійський дивізіон[11]
- батальйон безпілотних систем «Чорна стріла»[12]
- підрозділ «Морок»[13]
- розвідувальний взвод[14]
- зенітний ракетно-артилерійський дивізіон[15]
- підрозділи технічного забезпечення та тилу[16]

## Командування
- (2023—2025) полковник Щукін Андрій Петрович[17]
- (січень 2025—т.ч.) підполковник Габінет Руслан Олександрович[18][19]

## Озброєння
- M60 AVLB[20]
- M-55S[6]
- Leopard 1A5[21]
- Т-64 і Т-72 і їх модернізовані версії[22]

## Символіка
На емблемі бригади, що затверджена 7 лютого 2024 р., в чорному полі зображено золоту латну лицарську рукавицю, за якою перехрещено два списи вістрями вгору з червоними двохвостими хоругвами, на яких розміщено золоті хрести з потрійними розгалуженнями на кінцях. Лицарська рукавиця та списи вказують на спадкоємність танкових військ від важкої лицарської кінноти. Наявні в бригадній емблемі хрести уживано в козацькій геральдиці впродовж XVII—XVIII ст., зокрема, він є на печатці Гадяцького замку від 1756 року.

## Втрати
- 10 вересня 2024 — Шумало Юрій. 21.09.1988, м. Львів.[24]
- 31 грудня 2024 — Саманчук Андрій Ярославович («Говерла»). 1997, с. Спас. Поранений у вересні 2024 року біля с. Максимільянівка. Помер в лікарні в Києві.[25][26]
- 9 січня 2025 — Фестрига Віталій. м. Коломия. Старший солдат. Загинув на Донеччині.[27]
- 2 лютого 2025 — Тарасенко Олександр, 15.07.1987 р.н. м. Суми. Молодший сержант.
- 5 лютого 2025 — Стець Юрій. 18.06.1973, м. Львів.[28]
- 5 лютого 2025 — Лосик Михайло. 12.03.1975, с. Михайлевичі.[28]
- 25 квітня 2025 — Савченко Олександр Олександрович 27.01.1994, м. Черкаси. Загинув у Новооленівці Донецької області. Кулеметник військової частини А4594. Смерть пов'язана з захистом Батьківщини та виконанням службових обов'язків